# Slavouta
Slavouta (en ukrainien et en russe : Славута ; en polonais : Sławuta ; en yiddish : סלאוויטא, Slavita) est une ville de l'oblast de Khmelnytskyï, en Ukraine occidentale, et le centre administratif du raïon de Slavouta. Sa population s'élève à 34 301 habitants en 2023.

## Géographie
Slavouta est arrosée par la rivière Horyn et se trouve à 98 km au nord de Khmelnytsky.

## Histoire
Slavouta fut établie comme siège de la famille Sanguszko. En 1791, la famille Szapira établit une presse hébraïque à Slavouta et publia une édition du Talmud assez prisée des Hassidim. Elle a le statut de ville depuis 1938.

## Population
Recensements (*) ou estimations de la population :
| 1897* | 1923* | 1926* | 1939*  | 1959*  | 1970*  |
| ----- | ----- | ----- | ------ | ------ | ------ |
| 8 500 | 7 025 | 9 779 | 15 147 | 20 216 | 25 573 |

| 1979*  | 1989*  | 2001*  | 2011   | 2012   | 2013   |
| ------ | ------ | ------ | ------ | ------ | ------ |
| 29 323 | 34 696 | 34 358 | 35 442 | 35 479 | 35 625 |

## Personnalités
- Evseï Liberman (1897-1983), économiste soviétique.
- Moshe Feldenkrais (1904-1984), sportif et éducateur physique.
- Oleksiy Khakhlyov, directeur de l'usine de papier de Slavouta, gendre de l'ancien président de la République Viktor Iouchtchenko.